# Омсукчан
Омсукча́н (на руски: Омсукчан) е селище от градски тип в Магаданска област, Русия. Разположен е на река Омчикчан, на около 430 km североизточно от Магадан. Административен център е на Омсукчански район. Към 2015 г. населението му е 3824 души.

## История
Името на селището произлиза от евенски език и ознчава „неголямо блато“.
В края на 1930-те години геолози откриват залежи на калаена руда в района. Омсукчан е основан през 1940 г. На следващата година заработват два рудника и обогатителна фабрика. През 1953 г. получава статут на селище от градски тип. 1970-те и 1980-те години бележат масивно строителство в селището. От 1976 г. то вече има и телевизия. До средата на 1980-те, обаче, залежите на калай се изчерпват. След това икономиката на Омсукчан се съсредоточава в добива на сребро и злато.

## Население
| 1959 | 1970 | 1979 | 1989 | 2002 | 2009 | 2010 |
| ---- | ---- | ---- | ---- | ---- | ---- | ---- |
| 2395 | 4154 | 7308 | 9873 | 4529 | 4162 | 4157 |
| 2012 | 2013 | 2014 | 2015 |      |      |      |
| 3990 | 3868 | 3800 | 3824 |      |      |      |

## Климат
Средната годишна температура в Омсукчан е -10,9 °C, а средното количество годишни валежи е около 301 mm.
| Климатични данни за Омсукчан       | Климатични данни за Омсукчан | Климатични данни за Омсукчан | Климатични данни за Омсукчан | Климатични данни за Омсукчан | Климатични данни за Омсукчан | Климатични данни за Омсукчан | Климатични данни за Омсукчан | Климатични данни за Омсукчан | Климатични данни за Омсукчан | Климатични данни за Омсукчан | Климатични данни за Омсукчан | Климатични данни за Омсукчан | Климатични данни за Омсукчан |
| Месеци                             | яну.                         | фев.                         | март                         | апр.                         | май                          | юни                          | юли                          | авг.                         | сеп.                         | окт.                         | ное.                         | дек.                         | Годишно                      |
| Средни максимални температури (°C) | −28,5                        | −26                          | −17,5                        | −6,4                         | 4,8                          | 15,0                         | 17,2                         | 14,6                         | 7,6                          | −5,4                         | −19,8                        | −27,2                        |                              |
| Средни температури (°C)            | −32,6                        | −30,7                        | −23,7                        | −12,3                        | 0,2                          | 9,0                          | 11,5                         | 9,0                          | 2,7                          | −9,7                         | −23,8                        | −31                          |                              |
| Средни минимални температури (°C)  | −36,6                        | −35,3                        | −29,8                        | −18,2                        | −4,4                         | 3,0                          | 5,8                          | 3,5                          | −2,2                         | −13,9                        | −27,7                        | −34,8                        |                              |
| Средни месечни валежи (mm)         | 18                           | 17                           | 8                            | 7                            | 16                           | 39                           | 58                           | 45                           | 34                           | 24                           | 19                           | 16                           |                              |
| ---------------------------------- | ---------------------------- | ---------------------------- | ---------------------------- | ---------------------------- | ---------------------------- | ---------------------------- | ---------------------------- | ---------------------------- | ---------------------------- | ---------------------------- | ---------------------------- | ---------------------------- | ---------------------------- |
| Източник: Climate-Data             |                              |                              |                              |                              |                              |                              |                              |                              |                              |                              |                              |                              |                              |

## Икономика
Икономиката на селището се основава на добивът на сребро, злато, калай и въглища. Омсукчан разполага с летище.